# Cardume (álbum)
Cardume é o segundo álbum da banda gaúcha Nenhum de Nós, lançado em março de 1989 pelo selo PluG. A faixa "O Astronauta de Mármore" se tornou um grande sucesso do grupo, adaptada como uma versão em português para "Starman", de David Bowie.
Segundo o Jornal do Brasil, com dados do Nopem, o álbum alcançou o segundo lugar na lista de discos mais vendidos na época. O disco vendeu mais de 200 mil cópias, sendo certificado disco de ouro.
Uma das participações especiais do disco é Renato Borghetti, com sua gaita-ponto na faixa "Fuga".

## Faixas
Todas as faixas escritas e compostas por Thedy Corrêa, Carlos Stein e Sady Homrich, exceto onde indicado. 
| N.º            | Título                                                                      | Duração |  |
| 1.             | "Eu Caminhava"                                                              | 3:53    |  |
| 2.             | "Afastado"                                                                  | 3:07    |  |
| 3.             | "Striptease Baby" (Antônio Meira, Carlos Stein, Sady Hömrich, Thedy Corrêa) | 3:44    |  |
| 4.             | "Melhor Lugar"                                                              | 3:02    |  |
| 5.             | "Cardume"                                                                   | 2:38    |  |
| 6.             | "Fuga"                                                                      | 4:41    |  |
| 7.             | "O Astronauta de Mármore" (Carlos Stein, David Bowie, Sady Homrich)         | 3:19    |  |
| 8.             | "Sobre as Mãos"                                                             | 3:31    |  |
| 9.             | "Culpa"                                                                     | 3:40    |  |
| 10.            | "Sweetbum Zack"                                                             | 4:17    |  |
| Duração total: | Duração total:                                                              | 35:56   |  |